# Сату-Барбе
Сату-Барбе (рум. Satu Barbă) — село у повіті Біхор в Румунії. Входить до складу комуни Абрам.
Село розташоване на відстані 425 км на північний захід від Бухареста, 46 км на північний схід від Ораді, 104 км на північний захід від Клуж-Напоки.

## Населення
За даними перепису населення 2002 року у селі проживали 300 осіб.
Національний склад населення села:
| Національність | Кількість осіб | Відсоток |
| -------------- | -------------- | -------- |
| румуни         | 294            | 98,0%    |
| угорці         | 6              | 2,0%     |

Рідною мовою назвали:
| Мова      | Кількість осіб | Відсоток |
| --------- | -------------- | -------- |
| румунська | 294            | 98,0%    |
| угорська  | 6              | 2,0%     |